# Chinatichampsus
Chinatichampsus — це вимерлий рід крокодилів із Формації Диявольського кладовища в Техасі, зокрема дослідницького центру пустелі Далквест. Це монотипний рід, що містить лише типовий вид Chintanichampsus wilsonorum. Єдиний екземпляр, TMM 45911–1, був вперше виявлений у 2010 році. Chinatichampsus є найбазальнішим еоценовим кайманіном, що датується між 42,8 і 41,5 мільйонами років тому, і вважається більш базальним, ніж Protocaiman.
Родова назва Chinatichampsus походить від гір Chinati та грецького champsus (крокодил). Видовий епітет вшановує Корнелію та Семюеля Вілсонів, першовідкривачів голотипного зразка.